# Балка Тупік
Балка Тупік — ботанічний заказник місцевого значення. Об'єкт розташований на території Василівського району Запорізької області, околиця міста Василівка.
Площа — 5 га, статус отриманий у 1980 році.
Статус надано з метою охорони місць зростання лікарських рослин. Охороняється цілинна степова ділянка, де зростають полин, цмин, шавлія, пижмо, подорожник,  деревій.